# Otto Hellkvist
Otto Albert Hellkvist, född 15 januari 1867 i Romelanda församling, Göteborgs och Bohus län, död 23 december 1952 i Stockholm, var en svensk journalist, romanförfattare, revyförfattare och operettförfattare. Ofta publicerad under pseudonymen Otton.
Åren närmast före första världskriget bodde han i Huddinge, och skrev där in sig i den lokala historien som en av grundarna och den förste valde ordföranden i idrottsföreningen Huddinge IF.
Han är biograferad i Svenskt biografiskt lexikon, band 18, sidan 571. Hellkvist gravsattes i Gustav Vasa kyrkas kolumbarium vid Odenplan i Stockholm.

## Filmmanus
- 1911 – Stockholmsdamernas älskling

## Teater

### Revyer (urval)
| År   | Produktion             | Regi             | Teater                                            |
| ---- | ---------------------- | ---------------- | ------------------------------------------------- |
| 1911 | Här ska valsas         |                  | Folkteatern Skriven tillsammans med Oscar Hemberg |
| 1912 | Ostindiska kompaniet   |                  | Folkteatern Skriven tillsammans med Oscar Hemberg |
| 1916 | Här jobbas             |                  | Folkteatern                                       |
| 1921 | Än leva de gamla gudar | Svasse Bergqvist | Vasateatern                                       |